# Thibault De Smet
Thibault De Smet (Brujas, 5 de junio de 1998) es un futbolista belga que juega de defensa en el Paris F. C. de la Ligue 1.

## Trayectoria
De Smet comenzó su carrera en el K. A. A. Gante, de la Primera División de Bélgica, equipo con el que disputó seis partidos a lo largo de tres temporadas, marchándose en 2019 al Sint-Truidense.
En 2020 fichó por el Stade de Reims de la Ligue 1. Tras una temporada regresó a Bélgica para jugar cedido en el K. Beerschot V. A. Posteriormente volvió a Reims, donde permaneció hasta su marcha en enero de 2025 al Paris F. C.

## Selección nacional
De Smet fue internacional sub-17, sub-19 y sub-21 con la selección de fútbol de Bélgica.

## Clubes
| Club                        | País    | Año       |
| --------------------------- | ------- | --------- |
| K. A. A. Gante              | Bélgica | 2016-2019 |
| Sint-Truidense              | Bélgica | 2019-2020 |
| Stade de Reims              | Francia | 2020-2025 |
| K. Beerschot V. A. (cedido) | Bélgica | 2021-2022 |
| Paris F. C.                 | Francia | 2025-     |